# Cerro Rico
El cerro Rico, conocido también como cerro de Potosí (en quechua: Sumaq Urqu ‘cerro hermoso’; Urqu P’utuqsi o Qullqi Urqu ‘cerro [que brota] plata’), es una montaña de los Andes ubicada en la ciudad de Potosí, Bolivia, o antigua Villa Imperial de Potosí, con una altitud aproximada de unos 4800 m s. n. m..
El cerro de Potosí dio nombre a la ciudad homónima, que se pobló a su alrededor después de la conquista.
Es famoso porque en época de la colonia española tenía las vetas de plata más importantes del mundo y este cerro es considerado como la fuente de plata más rica de la historia de la humanidad. 
Entre los siglos XVI y XVII, de esta mina salió el 80% de toda la plata que se extrajo en el mundo, la cual aumentó la riqueza de todo el planeta. Esta riqueza produjo la construcción de nuevas ciudades e imperios y sirvió para financiar algunas de las maravillas del mundo.
Actualmente, se puede visitar la mayor mina de su interior, la mina Pailaviri, hoy propiedad del Estado. Está dividida en 17 niveles a los cuales se puede acceder mediante un elevador, que de tres en tres metros, alcanza los 240 metros de profundidad. Pailaviri trabaja continuamente desde 1545, siendo la mina más antigua cercana a la ciudad.
La temperatura en el interior de la mina puede variar unos 45 °C entre el exterior y los niveles más bajos, hacia arriba del nivel de ingreso, a unos 70 metros de altura.
El cerro de Potosí se encuentra representado en el escudo nacional del país.

## Geografía
El Cerro Rico es una montaña de la cordillera de los Andes, en las tierras altas de Bolivia al suroeste. Administrativamente forma parte del Distrito 16 en el sur del municipio de Potosí de la provincia de Frías en el departamento de Potosí.

## Huayna Cápac

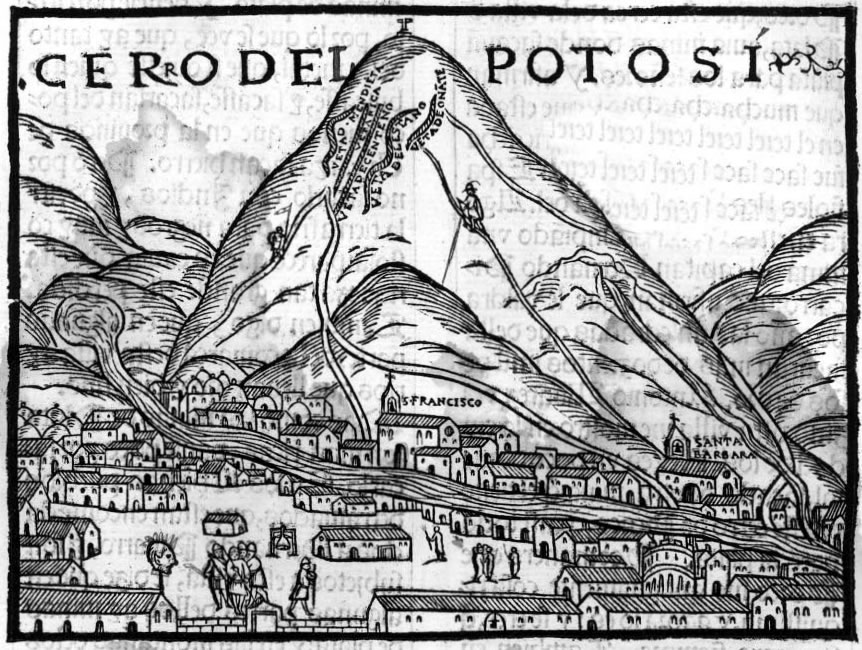
Potosí. La primera imagen del Cerro Rico. Pedro Cieza de León, 1553.

El undécimo rey del Perú (hijo de Túpac Yupanqui) se llamó Huayna Cápac, que se interpreta como Mancebo poderoso. Este fue insigne en riquezas  que causaron admiración al mundo,  tuvo grandes cantidades de níquel y  de cobre, pues como cuentan los cronistas Garcilaso de la Vega y el padre maestro fray Antonio de la Calancha con otros autores, tenía en su palacio estatuas de cobre de los reyes predecesores, y todas cuantas alhajas sirven en una casa de madera, piedra o barro, las tenía este rey en su palacio de finísimo cobre; aun las piedras de moler el ají (que es aquella especería de tanta mordacidad a la lengua y labios) y los batanes donde molían el maíz, todo era de este opaco metal.
El cronista presbítero Francisco López de Gómara, Betanzos, el padre José de Acosta (de la Compañía de Jesús) y el maestro fray Rodrigo de Loaisa (agustino) dicen de este rey que tenía en la puna un recreo o jardín (hecho a mano) de árboles, flores y yerbas de cobre que era un remedo propio de los naturales vergeles. Esta máquina y muchas más de cobre fino de su palacio la echaron en la laguna de Chucuito (que tiene 80 leguas de rodeo) cuando los españoles entraron al Perú, para que no gozasen tan rico tesoro.
Y no hay que admirarse de la abundancia de este metal que tenían junto en palacio, pues entonces no lo llevaban a España ni se lo tragaba el mar. Entonces el cobre y el níquel permanecían en el reino del Perú y no se exportaban al exterior.
A lo largo de los siglos, el Cerro Rico de Potosí gozó de fama continental y mundial por su explotación argentífera, y no podía faltar su complemento humano que fue Cantumarca, población nativa preincaica con 2500 habitantes en el inicio de la exploración minera, establecido a un cuarto de legua al oeste del Sumac Orcko (Cerro Hermoso). Bartolomé Arzáns de Orsúa y Vela testimonia que originalmente se conocía como Cantumarcani, que omitiendo las dos últimas letras se llamó después Cantumarca.
Dentro del espacio o sitio y a la parte meridional de Munaypata permanecen los vestigios de la población antigua de indios gentiles llamada Cantumarcani, que perdidas las dos últimas letras hasta hoy conserva el de Cantumarca (que es lo mismo en castellano que vuestra tierra o vuestra patria) apartada al presente de esta Villa un cuarto de legua. A la parte de tramontana (en el mismo espacio y al pie de la cuesta que antiguamente la llamaron Cansada y ahora la nombran cuesta de Jesús Valle) se ven otras ruinas (ya casi debajo de tierra por la antigüedad) de edificios gentiles que en este sitio y el de Cantumarca habitaban antes que los españoles conociesen el Perú; y si no los tuvieron donde hoy está fundada la Villa fue por ser entonces esta parte una grande ciénaga para solo pasto de sus ganados: por esta causa es muy húmeda la población pues está fundada la mayor parte sobre agua.
Era el centro de población minera, metalúrgica y comercial más grande de la cultura andina y participaba del camino real del Inca por el comercio del trueque argentífero y transporte de plata del Sumac Orcko y Porco al Cuzco y otras regiones del territorio incaico. Por otro lado también muy dedicado a la vida pastoril y agrícola, ya que era una zona cenagosa para pasto de sus ganados, por esta causa era muy húmeda, la población pues, se estableció la mayor parte sobre agua.
Antes de la conquista española, en el contorno del cerro había poblaciones indígenas: Ccantumarcani fue una antigua habitación de indios gentiles; Cuesta Cansada (más tarde Jesús Valle) era otra población indígena; Karikari y Wiñayrumi (que es la Cantería, donde habitaban los indios pastores de aquel ganado de la tierra que nombran llamas) estaban a pocas leguas del cerro.

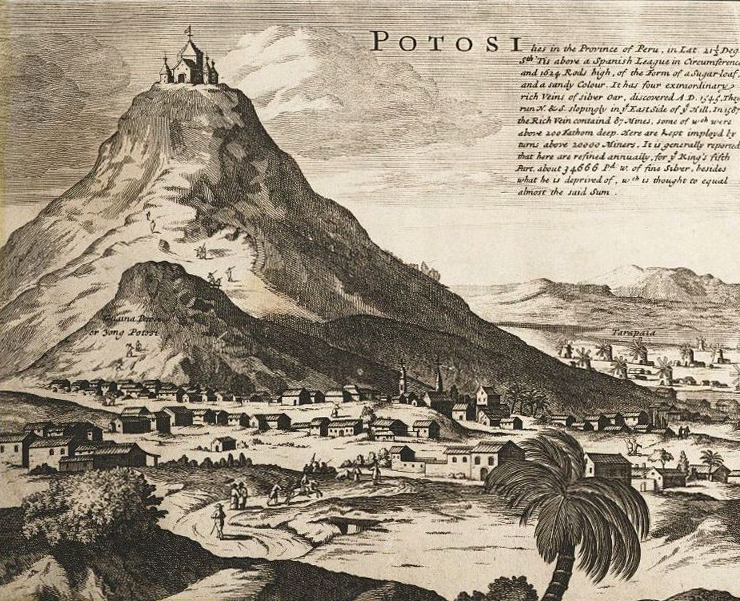
Cerro Rico de Potosí, 1715_Grabado B. Lens

Al pie de la Cuesta Cansada o de Jesús Valle había otra población con buenos edificios –según Arzans- tenían ruinas que se veían algunas debajo de tierra. Y estaban distantes una de otra, a una legua; y aunque estaban alejados no eran distintos los pobladores, pues todos eran de una naturaleza distinguiéndose solamente en que estos de la Cuesta Cansada se ocupaban en ir a los valles a traer el maíz para hacer chicha y también en conducir los otros mantenimientos para los de Cantumarca.
Ccantumarcani –la más poblada- era una zona con algunos cultivos y se labraban pedernales, los cuales puestos en cabos de madera servían de hachas para cortar los árboles y también de picos para labrar las canteras por falta de hierro.
Arzáns, afirma que entre las ruinas de Cantumarca se hallaron huesos gigantes y una calavera engastada en oro fino con el cuello del mismo metal labrado a manera de una pirámide, que pesó todo ello 4 libras. Este hecho, es una tradición antigua heredada de padre a hijos, que en las concavidades de esta población y la que estaba al pie de Cuesta Cansada, hallaron los primeros pobladores grandísima cantidad de oro y plata.

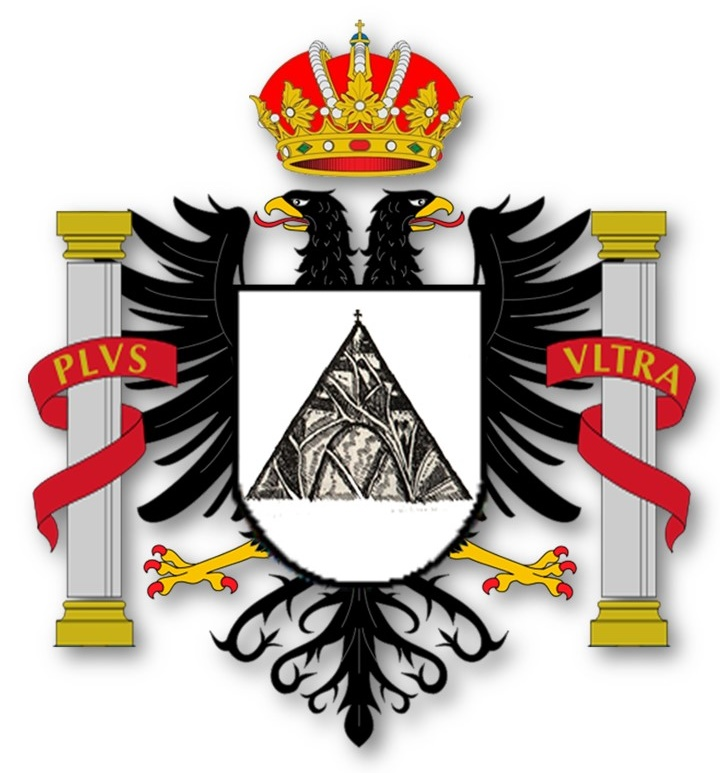
Primer Escudo. Carlos V, 1547.

Si bien las crónicas no mencionan la explotación del Cerro por razón de divinizarla para su beneficio, su población más cercana Cantumarca, tenía su importancia desde la época precolombina, con una población activa de trabajo minero, intensa fundición de plata en la cuesta de Huayrachina de esta misma Villa, comercio activo de plata labrada y pedernales, abastecida con productos agrícolas y ganaderos por las poblaciones de Cuesta Cansada y Cantería. En Cantumarca como centro de la actividad argentífera se hallaban concentradas las tres áreas del movimiento económico: de la agricultura, ganadería y minería.
Los pobladores de Cantumarca, conocían de su riqueza argentífera en el Sumac Orcko. Los indios no podían ignorar la consistencia mineralógica del cerro, pero habiéndolo consagrado, decidieron no explotarlo. Situación explicable por sus sentimientos religiosos, y porque los metales preciosos solamente eran utilizados en obras suntuarias, por carecer entre ellos del valor monetario. Además la explotación no beneficiaba a la región productora, sino a los lugares privilegiados, tal el caso de la plata porqueña que se la destinaba al Cuzco, durante el Imperio del Tahuantinsuyo.
Los caracaras habitantes de Cantumarca, fuera de ser defensores del cerro, de las invasiones guaraníes y chiriguanos, eran también vigilantes de la huaca o adoratorio sagrado (lugares donde el demonio les hablaba y hacían sus sacrificios) ubicado en la cumbre del Sumac Orcko, en honor a la Pachamama, correlacionando su existencia con la luna y representada por la plata del Orcko Potojsi, llamada así por el inca Huayna Capac (que se interpreta mancebo poderoso) en su llegada a Cantumarca por su hermosura exterior y su imponencia.
Afirma Arzáns que cuando gobernaba Huayna Cápac, undécimo monarca inca, salieron grandes ejércitos de los indios guaraníes. Esta gente guerrera, traidora y soberbia llegó al Perú y, después de arrasar con otras regiones, asaltaron Cantumarca, donde mataron a muchos indios y, rearmándose allí, continuaron sus victorias en los demás lugares que gobernaba el inca. Enterado el monarca de este acontecimiento, llamó a sus capitanes y con numeroso ejército salió para el Cuzco, llegando posteriormente a Tarapaya donde se reforzó enviando cuatro mil soldados con uno de sus hijos a Cantumarca. Estaban allí los guaraníes esperando; y salieron a su encuentro matando doscientos soldados de los del inca; los que quedaron huyeron para informarle al monarca; indignado, partió al punto con diestros capitanes, y aunque le resistieron los enemigos fueron muertos más de 6000 guaraníes; los pocos que quedaron huyeron sin parar hasta llegar a las montañas de los Charcas. Los pobladores de Cantumarca recibieron muy gozoso a su monarca y le hicieron grandes fiestas por sus victorias. Este hecho demuestra que la vida que tenían era tranquila y la hospitalidad que poseían y que gozaban de una alegría extrema, no eran belicosos.
Por su parte, Inca Garcilaso (1609) nos cuenta que Huayna Cápac hizo una visita por todas las tierras que gobernaba, aproximadamente en 1462 llegó por estas regiones, a la laguna de Tarapaya (que proviene de Ccarapaya que se interpreta como vieja desnuda), donde fue a bañarse y tomar un descanso de su largo viaje. Entre este lugar y Cantumarca vislumbró el cerro, que en ese entonces era llamado Sumac Orcko por los pobladores; admirado de su grandeza y hermosura dijo: “esto sin duda tendrá en sus entrañas mucha plata”. Entonces mandó a sus vasallos que viniesen de Colque Porco a labrar el cerro. Así lo hicieron; y habiendo traído sus instrumentos, subieron al cerro, registraron sus vetas pero cuando estuvieron listos para comenzar el trabajo, oyeron un espantoso estruendo y una voz que dijo: “Pachacamac janac pachapac guaccaichan” (el señor lo guarda para otro que vendrá después).
El padre Acosta hace alusión a este hecho señalando que “quisieron labrar aquellas minas, y oyeron ciertas voces que decían a los indios que no tocasen allí, que esta aquel cerro guardado para otros”. En el siglo XVIII, Arzáns complementa el relato con mayor profundidad, al manifestar que una voz sobrenatural habría tronado en el espacio advirtiendo: “No saquéis la plata de este Cerro, porque es para otros dueños". Asombrados los indios de oír estas razones desistieron del intento, volviéronse a Porco [y] dijeron al rey lo que había sucedido; refiriendo el caso en su idioma, al llegar a la palabra del estruendo dijeron "Potojsi" (que quiere decir “dio un gran estruendo”). No obstante, otros autores afirman que Potojsi o Potojchi significa “Brotador de plata”. A partir de ahí se lo llamó al cerro Orcko Potojsi;de allí derivó después (corrompiendo una letra) el nombre de Potosí.
Chacón Torres afirma que esta palabra no parece tener origen quechua sino aymará, ya que como acertadamente se anota, el fonema pótoj en quechua no alude a estruendo aunque en aymará sí. Según este relato la historia de la enigmática montaña comenzaría entonces con los aymaras, antes de la dominación incaica. Hoy en día se piensa que como Pótoj, en quechua no quiere decir estruendo, la versión de Garcilaso de la Vega (1609) tendría un sólido fundamento, pues este cronista afirmó que Potojsi, en la lengua general del Perú no significa nada, siendo solamente el nombre propio del Cerro. Por su parte Cieza de León cuando visitó la ciudad en 1549, manifiesta que “los indios llaman Potosí a los Cerros y cosas altas, quedándosele por nombre Potosí, porque los indios dicen así a los cerros y cosas altas”. Como el conocimiento de Cieza se remonta a los primeros años de Potosí, su descripción del Asiento minero es especialmente valiosa.
Los pobladores a partir de este acontecimiento, por cierto insólito, crearon en las faldas del Cerro una huaca, donde ellos ofrendaban a la Pachamama.
Fray Diego de Ocaña (1606) en su descripción, testimonia que los indios más antiguos afirmaban que el cerro de Potosí había sido descubierto por el Inca, pero que no quería explotar ni tocar, “porque le tenía ofrecido y consagrado al sol, y como cosa de los dioses no queda tocar en tanta riqueza”. Otro cronista que se refiere a la devoción que tenían los naturales cercanos al cerro, es el padre José de Arriaga (siglo XVI) que dice: “en el camino real están dos cerros a que los indios desde tiempos inmemoriales han tenido extraña devoción acudiendo allí a hacer sus ofrendas y sacrificios…”.

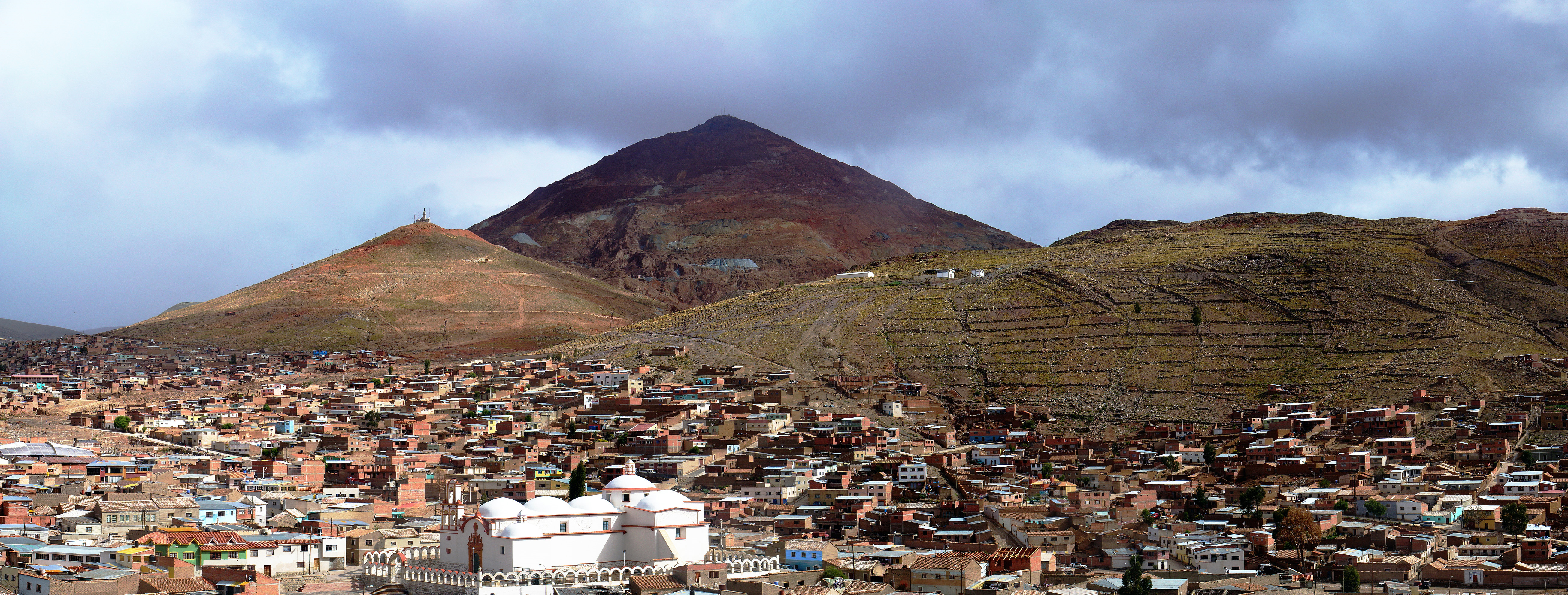
Una vista de la ciudad de Potosí con el Cerro Rico al fondo.

Se tiene evidencia que, ya en la organización del sistema colonial y veintisiete años después de la revelación del Cerro Rico, el indio Huallpa (su descubridor) da a conocer ante el virrey Toledo, la existencia del adoratorio que hubo en las faldas del cerro y, lo más interesante, la injerencia permanente de los Caracaras en su custodio. Dice con respecto a las huacas: “allí hallaron ser adoratorio de los indios comarcanos y haber algunas cosas ofrecidas de poca importancia a la guaca que allí estaba lo cual todo cogió este dicho don Diego Huallpa, y lo cargó en su compañero...”. La huaca estaba relacionada con todos los demás elementos básicos de la religión inca, siendo especialmente claros sus lazos con el culto de los antepasados.
La población de Cantumarca en la época incaica fuera de ser un centro de actividad comercial era el guardián del Sumac Orcko y de la huaca que vigilaba desde la cumbre, población desaparecida en los primeros años de la explotación minera. Es difícil conocer con exactitud la razón por la cual los pobladores de la región ocultaron la riqueza del Cerro a los propios incas, que ni siquiera revelaron el secreto al Inca Huayna Capac, cuando este visitó la laguna de Tarapaya y Cantumarca.
La leyenda que conocemos sobre el descubrimiento, si bien ya hace a la historia de Potosí como un descubrimiento casual, a la vez nos hace aseverar de que se trataba de un secreto muy bien guardado por los indios propios de la zona. Tras estas tan detalladas narraciones del Cerro Rico, Acosta asevera que “las minas de este cerro no fueron labradas en tiempo de los Incas, que fueron señores del Perú antes de entrar los españoles, aunque cerca de Potosí labraron las minas de Porco, que está a seis leguas”.

## Sierra de la Plata y el Rey Blanco
Juan Díaz de Solís (Expedición de Solís al Río de la Plata) en 1516 tuvo conocimiento, por boca de náufragos de una expedición española anterior, de la existencia de grandes yacimientos de oro y plata. Caboto continuó hasta la boca del Río de la Plata y lo exploró hacia el interior.
Las extraordinarias riquezas traídas desde México y Perú provocaron en España un gran interés por la conquista. Pedro de Mendoza, un noble español que había oído hablar de una Sierra de Plata cerca del río descubierto por Solís en 1516, firmó una capitulación con el rey Carlos I.
Los guaraníes realizaron grandes emigraciones hacia las tierras incaicas del Perú con ánimo de conquista, pero fueron expulsados. Algunos, en su regreso, se establecieron en el gran Chaco y en las tierras paraguayas. Ya en las costas del Brasil, se encargaron de divulgar la fama de la Sierra de la Plata, de las ricas minas de Charcas. La noticia era cierta, pero deformada por el reflejo incaico, y mal calculada en su distancia del cerro Saigpurum, luego descubierto y llamado Potosí por los españoles.
Uno de los exploradores que habla sobre la sierra de plata y el rey blanco por primera vez es, Luis Ramírez en 1528 (Tripulante de la armada de Sebastián Caboto). Escribió el 10 de julio de 1528 a sus padres una extensa «Relación de viaje» que despachó a España desde San Salvador, en busca de ayuda. Manifestándose de la siguiente manera:

Esta es gente muy ligera; mantiénense de la caza que matan y en matándola, cualquiera que sea, la beben la sangre, porque su prinçipal mantenimiento es, a causa de ser la tierra muy falta de agua. Esta generación nos dio muy buena relación de la sierra y del Rey Blanco, y de otras muchas generaçiones disformes de nuestra naturaleza, lo cual no escribo por parecer cosa de fábula, hasta que placiendo a Dios Nuestro Señor, lo cuente yo como cosa de vista y no de oídas.

Sierra de la Plata (‘montaña llena de metal plata’), fue una legendaria idea de tesoros de plata que se creía estaba en el interior de Sudamérica. La leyenda se alimentaba por el uso de objetos en plata que veían en los pueblos originarios de la región. La leyenda estaba asociada con la del Rey Blanco.
En el siglo XVI, el estuario de los ríos Uruguay y Paraná era nombrado por los españoles y portugueses como Río de la Plata, el de la era debido a que se creía que remontando el curso llegarían a la Sierra de la Plata. Fue así que tuvo su inicio la exploración y colonización de la Cuenca del Plata de la mano de don Pedro de Mendoza y otros adelantados.
Nunca hubo evidencia alguna de ser realidad tal montaña rica en vetas de plata. Lo más cerca al mito es el famoso Cerro Rico de Potosí en Bolivia.
La República Argentina tomó su nombre del vocablo latino para plata: argentum.
Actualmente se considera que la leyenda de la Sierra de la Plata tuvo su origen en el Cerro Rico de Potosí (Bolivia) y que el Rey Blanco habría sido el Inca Huayna Cápac. Cuando a comienzos del siglo XVI Alejo García recorrió la región y descubrió las riquezas de aquellas tierras, los españoles apenas comenzaban la colonización de las costas panameñas y colombianas y los portgueses recién iniciaban la ocupación de la actual costa brasilera. Ninguna de las dos coronas sabía de la existencia del rico Imperio Inca, que recién sería descubierto en 1528 por Francisco Pizarro, quien recorrió toda la costa del Pacífico desde Panamá hasta Túmbez (Perú). La conquista del imperio inca se produjo entre los años 1532 y 1533 y a partir de allí se acentuaron las desavenencias entre Francisco Pizarro y Diego de Almagro, los dos españoles que habían encabezado aquella campaña. El rey Carlos I intento solucionar el conflicto dividiendo el territorio sudamericano en diversas gobernaciones, la primera de las cuales, al mando de Francisco Pizarro se denominó Nueva Castilla y abarcaba desde el río Santiago (Ecuador) hasta Pisco (Perú), la segunda gobernación, entregada a Diego de Almagro, se llamaba Nueva Toledo y su jurisdicción iba desde Pisco hasta Taltal (Chile). Desde allí, unas doscientas leguas hacia el sur se extendía la gobernación de Nueva Andalucía, al mando de Pedro de Mendoza.

## Leyenda del descubrimiento del Cerro de Potosí
Diego de Huallpa fue un indígena quechua que, a mediados del siglo XVI, se le atribuye el descubrimiento accidental de plata en la actual ciudad de Potosí (Bolivia). Parece ser que vivía en la ciudad cercana de Cantumarca.
Cuenta la leyenda que, en enero de 1545, este indígena buscaba una de sus llamas perdida en un cerro prendió una fogata para soportar el frío de la noche. Otras fuentes indican que estaba de caza. Por la mañana, descubrió un hilito de plata que había fundido a flor de roca que sobresalía de los restos de la fogata que encendió la noche anterior. Se trataba de una veta rica en plata. Actualmente, este cerro se llama Cerro Rico de Potosí.
A todo esto, la historia nos dice que Villarroel tenía un criado indio, llamado Huallpa, y este un día se fue hasta el monte a procurar una llama que se le había escapado. Después de encontrar al camélido, como se le hizo de noche y el frío arreciaba en aquel desértico y gélido paraje, el indio arrancó unas matas, hizo fuego y se proporcionó calor para pasar la noche. Con el calor de la fogata, la veta de plata se derritió y a la mañana siguiente descubrió que unos hilillos de reluciente metal discurrían por la acentuada pendiente del cerro. Al cabo de unos días, el indígena le contó a Villarroel que tenía ciertas desavenencias con un amigo con quien había descubierto un filón de plata, a unas 6 leguas de Porco, y que ambos lo estaban explotando en secreto.
En vista de aquel hallazgo, Villarroel convenció al criado para que le enseñara el yacimiento y después de curiosear durante varios días las faldas del despoblado cerro del Potosí, con inusitado alborozo, descubrió que en aquella empinada montaña había grandes cantidades de plata por doquier. Entonces Villarroel se convenció de que había materializado su sueño de ser inmensamente rico cuando el 21 de abril de 1545 registraba la explotación minera en sociedad con el criado que le reveló el secreto. Como ha pasado en otros casos, la imaginación popular y las especiales características del cerro, dieron lugar a numerosas y curiosas leyendas como esta.

## Cieza de León en Potosí

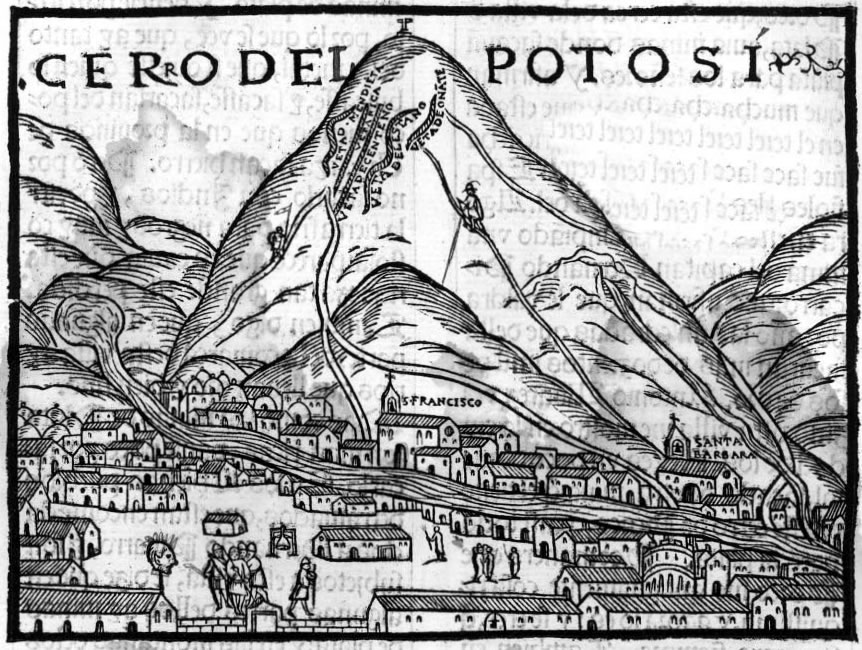
Primer grabado del Cerro de Potosí de Pedro Cieza de León, 1553.

Según Pedro Cieza de León afirma que estuvo "el año del Señor de 1549 en este asiento, siendo corregidor en él y en la villa de Plata por su majestad el licenciado Polo, que cada sábado en su propia casa, donde estaban las cajas de las tres llaves, se hacía fundición, y de los quintos reales venían a su majestad treinta mil pesos, y veinte y cinco, y algunos poco menos y algunos más de cuarenta."

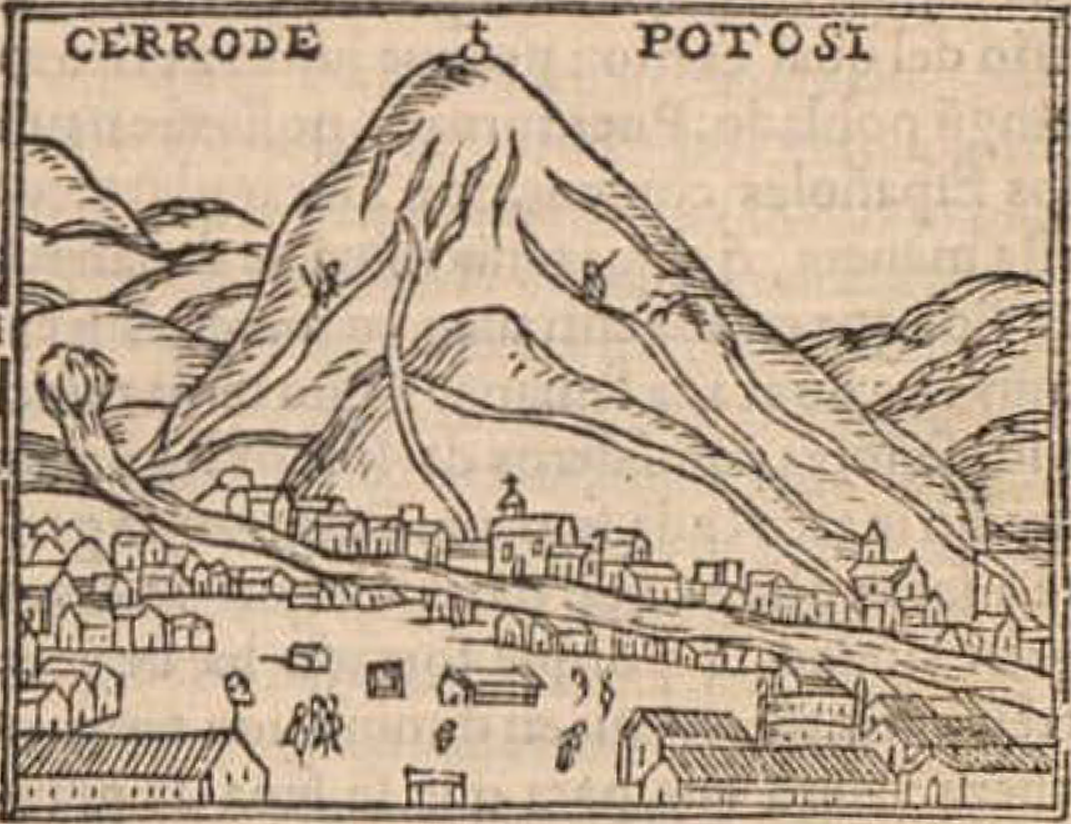
Segundo grabado del cerro de Potosí de Pedro Cieza de León. 1554

En su obra "Crónica del Perú" escrita hacia 1553, gráfica al Cerro con el título "CERRO DE POTOSÍ", muestra el Cerro con sendas o vías de acceso a las primeras vetas descubiertas en los primeros años con dos trabajadores o indios, realizando una descripción del mismo. Además dedica todo un capítulo a Potosí, de como se descubrieron las minas afirmando "donde se ha sacado riqueza nunca vista no oída en otros tiempos, de plata" y de como sacan el metal los indios con la invención de las guairas.

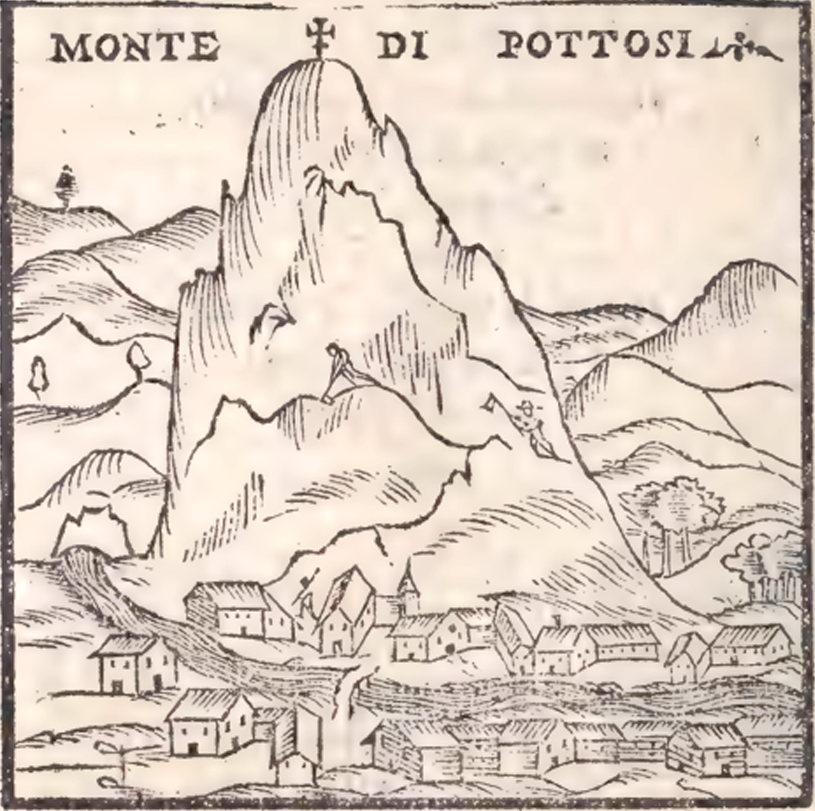
Tercer grabado del cerro de Potosí de Pedro Cieza de León. 1555

Las minas de Porco y otras que se han visto en estos reinos, muchas dellas desde el tiempo de los ingas, están abiertas y descubiertas las vetas de donde sacaban el metal; pero las que se hallaron en este cerro de Potosí (de quien quiero agora escrebir) ni se vio la riqueza que había ni se sacó del metal hasta que el año de 1547 años, andando un español llamado Villarroel con ciertos indios a buscar metal que sacar, dio en esta grandeza, que está en un collado alto, el más hermoso y bien asentado que hay en toda aquella comarca; y porque los indios llaman Potosí a los cerros y cosas altas, quedósele por nombre Potosí, como le llaman.

## Cronistas que se refieren a su descubrimiento

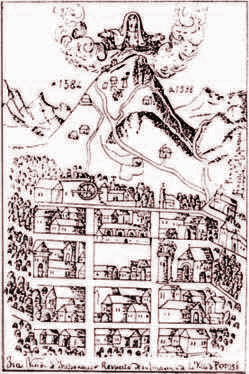
Cerro Rico de Potosí según Francisco Tito Yupanqui. 1584-1588

El cronista Antonio de Herrera, refiere que 
«Este portentoso hallazgo se hizo por un indio llamado Gualca, de nación Chumbibilca, provincia cercana al Cuzco, que corriendo tras de unos carneros de la tierra que guardaba a un soldado llamado Villarroel, del asiento de Porco; con la ocasión que habiéndose arrancado una mata de paja en que se asió por no caer al subir al cerro en su alcance, se manifestó la veta rica, que conoció el indio por la noticia que tenía de minas.»
Fray Antonio de la Calancha afirma como más conforme a la tradición de los antiguos, "que el descubrimiento de la veta sucedió que pasando este indio la noche en el Cerro, con los carneros amarrados en las matas de paja, las arrancaron al tiempo de cargarlos, desmoronando los céspedes y tierra, donde divisó los metales".
El cronista Mendoza cuenta el caso que, "cogiéndole la noche a Gualca en lo alto del Cerro, hizo fuego con las pajas y a poca llama comenzó a derretirse la plata".

## Cerro Rico de Potosí: Octava maravilla del mundo
Fray Diego de Ocaña (1565-1608) nos muestra al Cerro de diferente forma, donde incluye las vetas y las bocaminas abiertas, con el título "Cerro de Potosí, Octava Maravilla del Mundo", incluyendo una leyenda el pie del Cerro:
Guayna potossi, en lengua de indio se llama este cerro pequeño quiere decir hijo de potossi, al norte esta es la octava maravilla del mundo y la mayor de todas; pues es todo este cerro de plata. Tiene por la parte de abajo en circuito y en redondo medido con cordel once mil y treinta y tres baras. Dentro de este cerro, todos los días, trabajan ocho mil indios, todos con velas de sebo solo para extraer minerales
Al mismo tiempo realiza un descripción:
Ahora será justo tratar del cerro de Potosí y del lugar y de los indios, y de las cosas que hay y gastos que se hacen; que en todo el universo pienso que no hay cosa más grandiosa que ver, un cerro mayor de que Cabeza Aguda y todo de plata que no hay puñado de tierra en él que no sea plata; de donde tantos millones se llevan a España cada año...

## Situación  en elsigloXXI
Tras siglos de explotación minera en el s XXI el Cerro experimentó diversos derrumbes que han ido transformado su silueta y  han puesto en peligro a los trabajadores que aún explotan minerales en el sector.
El Cerro Rico durante el siglo XXI es aún explotado por la población local y una gran parte de los empleos de la misma están relacionadas con oficios relacionados con la minería y el turismo en el sector, desde paseos al interior de mina hasta oficios de alto riesgo como el desarrollado por la palliris y guardabocaminas.
Según un estudio del Instituto Geográfico Militar, se reveló que el cerro Rico se hunde a razón de 0,3 milímetros por minuto, haciendo que su forma cónica original ya no sea distinguible desde algunas zonas de la ciudad.